# Bánová
Bánová je městská část Žiliny. Leží na levé straně řeky Rajčanky přibližně 3 km od centra města. Na severu sousedí s další městskou částí Závodie. Původně samostatná obec byla v roce 1970 přičleněna k Žilině. V Bánové dodnes zůstala jen individuální bytová výstavba. V roce 2009 měla městská část 1 871 obyvatel.

## Historie
Území obce bylo osídleno již na konci 8. století. V prostoru Dúbravy-Kalinová byla objevena slovanská mohyla s hroby z 8. a z 9. století sestávající z 34 hrobů. Nedaleko dnešního hřbitova na vrchu Stráž byly nalezeny pozůstatky slovanského sídliště z 10.–11. století.
Název obce se připomíná poprvé kolem roku 1208 jako „praedium dole“. V roce 1393 pod názvem Banfoula a později v roce 1539 jako Banowa. Lze předpokládat, že nejméně od 13. století bylo toto území souvisle osídleno. Jako znak používala raka, klepety obráceného vpravo a zobrazeného nad vodou. Původně patřila panství Lietava, které tam mělo rybníky. Z původní zástavby se vytvořilo uprostřed obce náměstí.
Do vzniku ČSR patřily rozsáhlé území v okolí zámečku hraběti Pongrác. Panství se již za 1. světové války ocitlo kvůli dluhům Pongrácovců v úpadku. Po jejím skončení stát rozprodal část areálu zámečku obyvatelům Bánové.
Během 1. sv. války část obce vyhořela. V roce 1921 začala elektrifikace obce. V severní části náměstí byl v roce 1935 postaven kostel.

## Demografie
V roce 1784 měla Bánová 483 obyvatel, v 1828 386 a v roce 1900 773 obyvatel. Obec se až do skončení 2. světové války rozkládala po obou stranách hlavní silnice. Po připojení obce k městu Žilina demografii ovlivnila stavební uzávěra. Na ploše Závodia a Bánové mělo vzniknout do roku 2005 nové sídliště. V Bánové měl zůstat jen zámeček, mateřská a základní škola.
Počet je obyvatel i přes ukončení stavební uzávěry v roce 1989 stagnuje.

## Kultura a zajímavosti

### Hudba
- Bánovský sbor

#### Památky

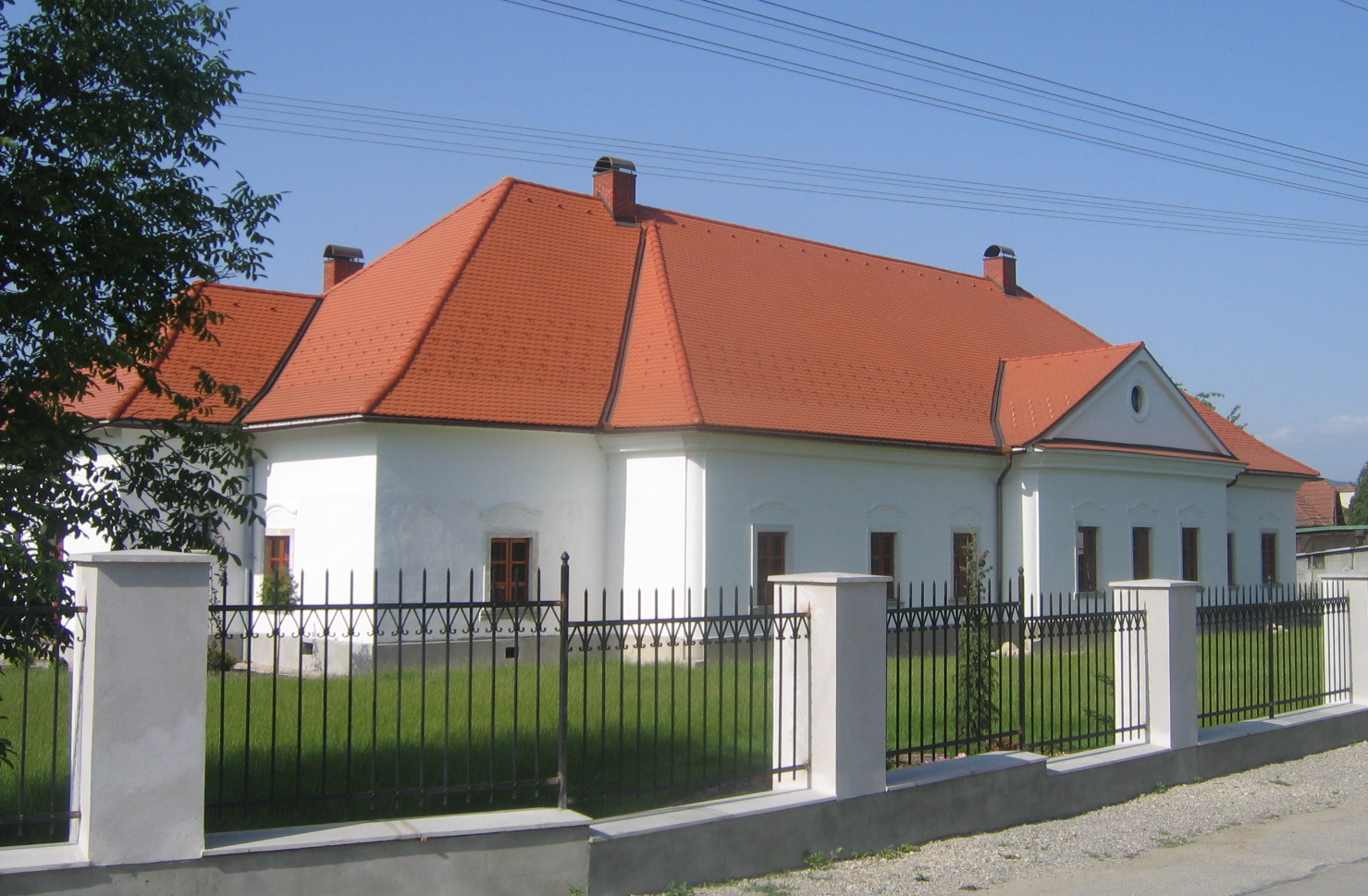
Zámeček

Na severní straně náměstí sv. Jana Boska se nachází klasicistní zámek z první poloviny 19. století. Je to jednopodlažní budova s půdorysem tvaru písmene "L" s arkádami. Byl v soukromých rukou i během socialismu na Slovensku. Po změně majitele prochází rekonstrukcí (2005).
Blízko zámečku na náměstí stojí jednolodní Kostel Božského Srdce Ježíšova z roku 1935, který postavili ze sbírek občanů. Základní kámen posvětil Andrej Hlinka roku 1935 a kostel vysvětil 21. května 1939 nitranský sídelní biskup Karol Kmeťko. U vchodu do kostela stojí trojiční sloup z roku 1821, na kterém je sousoší Nejsvětější Trojice s plastikou svatého Floriána. Jako původně samostatná obec má vlastní hřbitov a patří pod římskokatolickou farnost salesiánů Dona Boska. Salesiáni jsou v městské části aktivní i prostřednictvím občanského sdružení Domec.

#### Pomníky a pamětní tabule
Na Základní škole je umístěna pamětní tabule obětem války (Balvan Jozef, Špaldoň František, Ďuratný Ján, Zemčík Jaroslav, Ďuratný Jozef, Zichová Marta, Lamlech Vojtěch, Staffen Milan, Matušík Štefan) .

### Sport
- Fotbalový klub
- Futsalový klub - TEAM Bánová
- Poloha obce nabízí možnost turistiky a cykloturistiky

## Hospodářství a infrastruktura

### Doprava
Veřejnou dopravu městské části zajišťuje Dopravní podnik města Žiliny. Linka č.21 s trasou Bánová - Závodie - Žilina - Považský Chlmec má v Bánové pět zastávek.

### Důležité firmy a instituce
V Bánové má sídlo Regionální veterinární správa Žilina a Celní úřad Žilina.
V jižní části je několik menších průmyslových podniků, sklady, společnost PEZA. V západní části sídlí společnost Domenica Interier, výrobce nábytku a kompletních interiérů.

#### Ubytovací zařízení
- Penzion

### Školství
V Bánové je v provozu mateřská škola a základní škola.
Počátky školství v Bánové sahají do roku 1900 kdy jmenovaný učitel Jozef Valent začal výuku v soukromém domě. Vlastní budovu škola získala v roce 1912, kdy začala fungovat jako dvoutřídní.. V současnosti používaná budova základní školy byla postavena v roce 1962.

## Osobnosti
- František Hanovec (1916–2001) – stíhací pilot